# FC Dinamo Zugdidi
FC Dinamo Zugdidi (gruz. ს/კ "დინამო" ზუგდიდი) – gruziński klub piłkarski z siedzibą w Zugdidi.

## Historia
Chronologia nazw:
- 1918–19??: Odiszi Zugdidi (gruz. ოდიში ზუგდიდი)
- 1964–1965: Engurhesi Zugdidi (gruz. ენგურჰესი ზუგდიდი)
- 1965–1973: Inguri Zugdidi (gruz. ენგური ზუგდიდი)
- 1974–1990: Dinamo Zugdidi (gruz. დინამო ზუგდიდი)
- 1990–1994: Odiszi Zugdidi (gruz. ოდიში ზუგდიდი)
- 1994–1995: Dinamo Zugdidi (gruz. დინამო ზუგდიდი)
- 1995–1996: Dinamo-Odiszi Zugdidi (gruz. დინამო-ოდიში ზუგდიდი)
- 1996–1999: Odiszi Zugdidi (gruz. ოდიში ზუგდიდი)
- 2000–2001: Dinamo Zugdidi (gruz. დინამო ზუგდიდი)
- 2001–2003: Lazika Zugdidi (gruz. ლაზიკა ზუგდიდი)
- 2003: Spartaki-Lazika Zugdidi (gruz. სპარტაკ-ლაზიკა ზუგდიდი)
- 2004: Dinamo Zugdidi (gruz. დინამო ზუგდიდი)
- 2004–2006: SK Zugdidi (gruz. ზუგდიდი)
- 2006–2009: Mglebi Zugdidi (gruz. მგლები ზუგდიდი)
- 2009–2012: Baia Zugdidi (gruz. ბაია ზუგდიდი)
- 2012–2020: SK Zugdidi (gruz. წლიდან: ზუგდიდი)
- od 2020: FC Dinamo Zugdidi (gruz. ს/კ დინამო ზუგდიდი[1])

Klub Odiszi Zugdidi został założony w 1918. 20 maja 1919 roku w Zugdidi został rozegrany historyczny pierwszy mecz przeciwko rosyjskiego garnizonu wygrany 2:1. Na początku istnienia zespół grał w rozgrywkach lokalnych. W 1964 przyjął nazwę Engurhesi Zugdidi. W latach 1966–1969 jako Inguri Zugdidi oraz w 1974-1980 jako Dinamo Zugdidi występował w Klasie B (Wtoroj Lidze) Mistrzostw ZSRR.
W 1990 przywrócił historyczną nazwę Odiszi Zugdidi i debiutował w pierwszych rozgrywkach o Mistrzostwo niepodległej Gruzji. Również z przerwami nazywał się Dinamo Zugdidi. W sezonie 1998/99 zajął 15. miejsce i spadł do Pirveli Liga. W sezonie 2001/02 zmienił nazwę na Lazika Zugdidi, a w 2002/03 zdobył awans do Umaglesi Liga.
Latem 2003 w wyniku fuzji z klubem Spartaki Tbilisi, występującym w Pirveli Liga, powstał klub o nazwie Spartaki-Lazika Zugdidi, który startował w najwyższej lidze. Podczas przerwy zimowej Spartaki-Lazika przeniósł się do Tbilisi i powrócił do nazwy Spartaki Tbilisi. Po zakończeniu sezonu zajął końcowe 11. miejsce i spadł z powrotem do Pirveli Liga.
Po odjeździe do Tbilisi fuzja z Spartaki rozpadła się i klub o nazwie Dinamo Zugdidi ponownie rozpoczął występy od rozgrywek lokalnych. Latem 2004 zmienił nazwę na SK Zugdidi.
W lipcu 2006 odbyła się kolejna fuzja z klubem Mglebi Zugdidi występującym w Regionuli Liga. Klub kontynuował występy w Pirveli Liga, ale nazywał się Mglebi Zugdidi. W sezonie 2006/07 zajął 1. miejsce i powrócił do Umaglesi Liga. Po zakończeniu sezonu 2008/09 uplasował się na siódmym miejscu, ale z przyczyn finansowych został rozwiązany.
Ale na pomoc przyszedł klub Baia Zugdidi, założony w 2006 jako. W 2008 zespół startował w Pirveli Liga i po zakończeniu sezonu 2008/09 zajął końcowe 2.miejsce i zdobył awans do Umaglesi Liga.
Latem 2009 do klubu dołączył Baia Zugdidi i kontynuował występy w Umaglesi Liga. Latem 2012 zmienił nazwę na SK Zugdidi.

## Sukcesy
- Mistrzostwa Gruzji:

5. miejsce: 1995, 1998
- Puchar Gruzji:

ćwierćfinalista: 2009/10